# Ньютон, Ричард (художник)
Ричард Ньютон (англ. Richard Newton; 19 мая 1777, Лондон — 8 декабря 1798, Лондон) — британский художник-карикатурист.
Сын галантерейщика. Уже в 14 лет его сатирические рисунки начал публиковать под его собственным именем радикально настроенный издатель Уильям Холланд. На протяжении последующих семи лет Ньютон опубликовал около 300 рисунков Ньютона (зачастую добавляя к ним собственные подписи); около половины этих работ находится в настоящее время в коллекции Британского музея. В большинстве своём произведения Ньютона представляют собой злую сатиру на политику, знать и духовенство, а также актрис и куртизанок. Умер от лихорадки в возрасте 21 года.

## Галерея

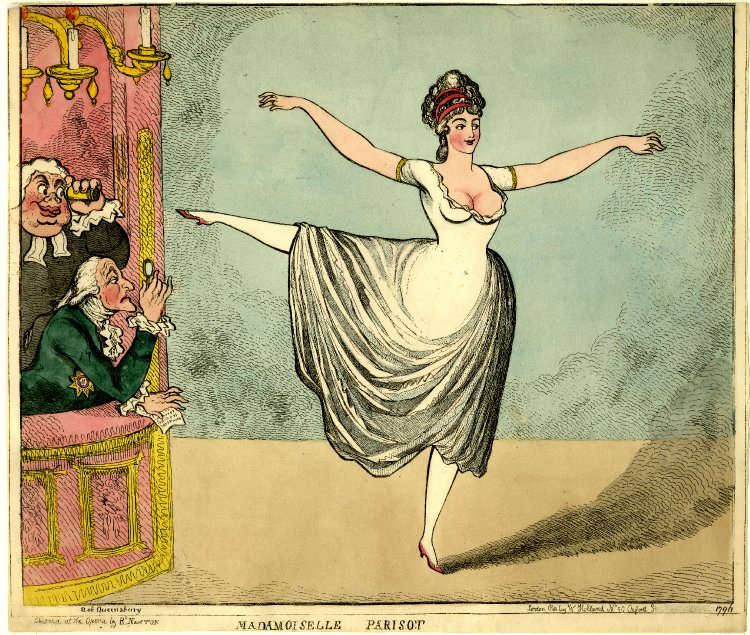
«Мадемуазель Паризо», 1796 Блиставшая в Лондоне парижская танцовщица, из ложи заглядывают к ней под юбку герцог Куинсберри и епископ Даремский
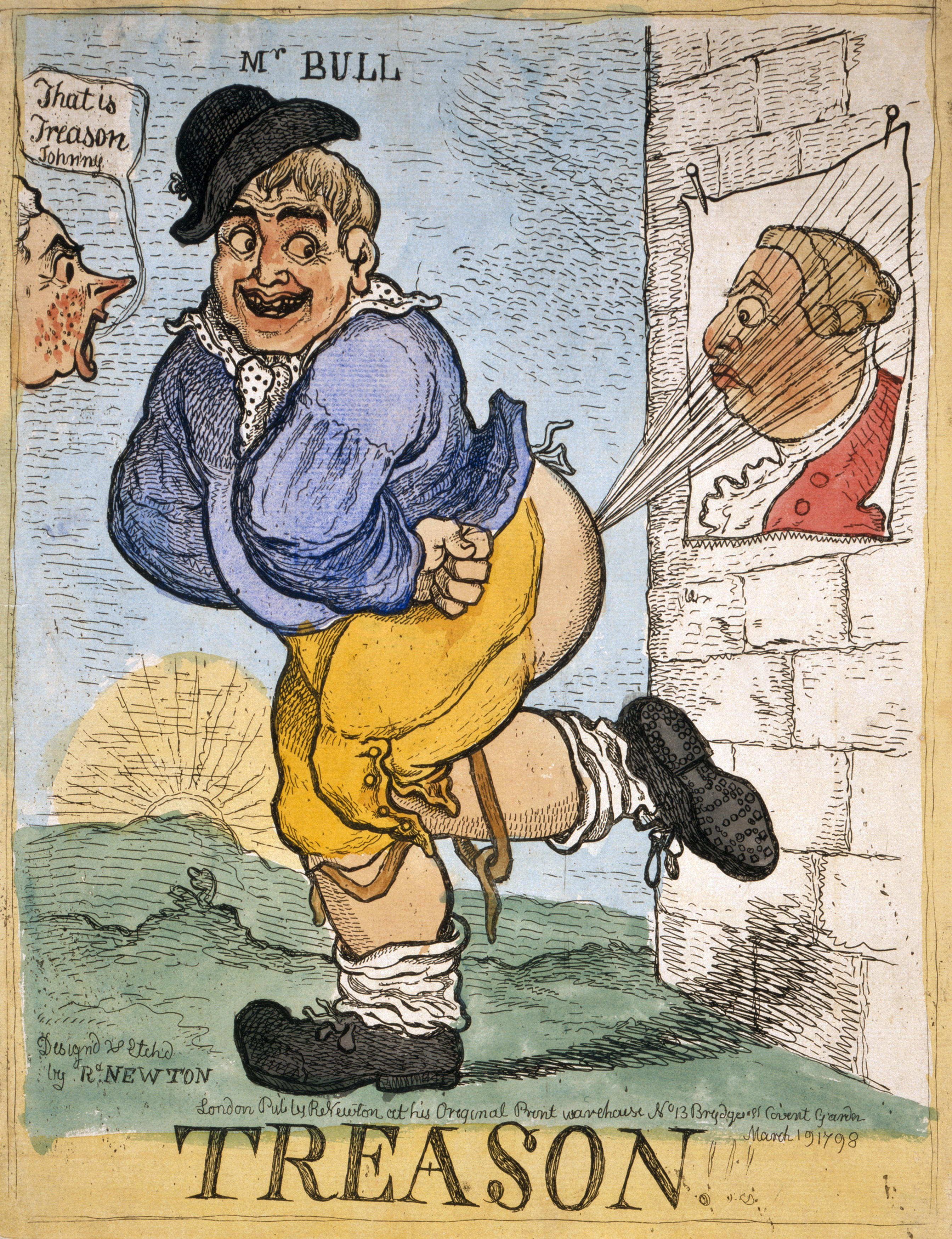
«Измена», 1798 Джон Булль выражает своё отношение к портрету короля Георга III, а премьер-министр Питт сообщает ему, что это государственная измена